# Chaitophorus miyazakii
Chaitophorus miyazakii är en insektsart. Chaitophorus miyazakii ingår i släktet Chaitophorus och familjen långrörsbladlöss. Inga underarter finns listade i Catalogue of Life.